# El Batán
El Batán är en ort i Mexiko.   Den ligger i kommunen San Miguel de Allende och delstaten Guanajuato, i den centrala delen av landet, 240 km nordväst om huvudstaden Mexico City. El Batán ligger 1 862 meter över havet och antalet invånare är 192.
Terrängen runt El Batán är kuperad åt sydväst, men åt nordost är den platt. Runt El Batán är det ganska tätbefolkat, med 134 invånare per kvadratkilometer. Närmaste större samhälle är San Miguel de Allende, 13,3 km nordost om El Batán. I omgivningarna runt El Batán växer huvudsakligen savannskog.